# Giuseppe Beccarelli
Giuseppe Beccarelli (Pontoglio, 1666 – Venecia, 5 de julio de 1716) fue un religioso italiano, condenado tras un sonado proceso por sodomía y herejía celebrado en Brescia que tuvo repercusión en toda Italia.

## Biografía
Giuseppe Beccarelli nació en Pontoglio, un pueblo vecino de Brescia, hacia el 1666. 
De orígenes modestos, estudió en Brescia en el colegio de San Antonio, perteneciente a los jesuitas. Dadas sus pocas rentas, tras ordenarse sacerdote debió dedicarse también a la enseñanza en las casas burguesas de Brescia. El conde Carlo Martinengo le protegió y, con su ayuda, pudo abrir en la ciudad un internado dedicado a la educación de los jóvenes nobles de Brescia e incluso de fuera de la ciudad que pronto tuvo un gran éxito. Beccarelli parecía tener un talento particular para la enseñanza, tanto que en un manuscrito afirma que un alumno no quiso volver a casa de sus padres durante un periodo de vacaciones para mantenerse cerca del educador. Don Giuseppe se convirtió además en confesor de muchos jóvenes nobles.
La fortuna en la organización del colegio y las amistades en las altas esferas comenzaron sin embargo a procurarle enemigos, sobre todo entre la «competencia»: los padres felipistas y los jesuitas. No faltó quien extendiese rumores de que la educación de los alumnos no estaba exenta de sospechas de herejía quietista.

## La primera investigación
A raíz de esos rumores, hubo una primera investigación, que se interrumpió sólo a la muerte del obispo Gradenigo, en 1698. Pero ya en 1701 se retomaban los rumores y las maniobras, hasta tal punto que la institución fue cerrada por intervención del gobierno de la República de Venecia, ciudad bajo cuya administración caía Brescia en la época.
Beccarelli se propuso con todas las fuerzas volver a abrir el colegio. Dedicó al obispo de Brescia, Dolfin, una comedia titulada La metamorfosi della modestia («La metamorfosis de la modestia») y, con el apoyo de los nobles de la ciudad, tuvo éxito: el colegio reabrió bajo el nombre y la dirección de un sacerdote discípulo suyo.

## La segunda investigación y la imputación
En 1706, tras dos años de estar vacante el puesto de obispo de la ciudad, fue elegido Giovanni Badoer, muy ligado a los jesuitas. La nueva lucha contra la herejía golpeó de nuevo al colegio de Beccarelli, cerrado el 30 de mayo de 1708, por orden del podestà de Brescia.
Cinco días después, Beccarelli fue detenido y conducido inicialmente a «un lugar secreto» y luego a un torreón del castillo de Brescia, donde vigilado constantemente y donde se le prohibió escribir cartas.

## El proceso
En abril de año siguiente, comenzó finalmente el proceso contra él. Beccarelli supuso que el juicio eclesiástico iba a resultar en su contra, y pidió a la desesperada y a contracorriente, en aquel tiempo, que se realizara su juicio en los tribunales laicos en lugar del tribunal eclesiástico. Pero el senado de Venecia, por intercesión del arzobispo, rechazó la petición.
Bajo presión y dejado solo, Beccarelli confesó una vasta serie de «propuestas heréticas», pero eso no bastó a Badoer, que lo hizo torturar para que confesase más aún.
Beccarelli, bajo tortura, admitió haber afirmado: 

Che il matrimonio è il sacramento dei porci, che bisogna obbedir al direttore anco nelle cose repugnanti, che li bacci, tatti disonesti, pollutioni, adulterî, commerci carnali ed altre simili sensualità dishoneste con le persone dell'uno e dell'altro sesso non siino peccati.
Que el matrimonio es el sacramento de los puercos, que es necesario obedecer al director incluso en las cosas más repugnantes, que los besos, tocamientos deshonestos, poluciones, adulterios, comercios carnales y otras sensualidades deshonestas similares con personas de uno u otro sexo no son pecado.

Estas afirmaciones eras heréticas según la doctrina religiosa.
Al final del proceso, Beccarelli fue obligado a abjurar en plaza pública de Brescia y fue condenado el 13 de septiembre de 1710 a siete años de remar en las galeras.
Uno de los crímenes más graves de los que se le acusó fue el de sodomía, cometido con los jóvenes bajo su responsabilidad, como explica un manuscrito conservado en la Biblioteca Civica de Brescia (Ristretto del processo formale contro Giuseppe Beccarelli). El manuscrito informa de que entre los delitos imputados a Beccarelli estaba el siguiente:

con X 'dei suoi collegiali arrivando sin a metter loro in bocca il membro virile insinuando non per ciò [si commettesse] peccato, che li timori da loro suggeriti erano scrupoli mossi dal demonio per far perdere la pace dell'anima.
con diez de sus colegiales llegando se a meterles en la boca el miembro viril insinuando que no por ello [se cometiese] pecado, que sus temores sugería que eran escrúpulos movidos por el demonio para hacer perder la paz del alma.

Esta es la razón por la que el 17 de julio de 1711 el Consejo de los Diez de Venecia evaluó el proceso y aumentó la pena, condenando a Beccarelli a cadena perpetua.
En el Piombi, una de las cárceles de «máxima seguridad» del Palacio Ducal de Venecia, Giuseppe Beccarelli murió el 5 de julio de 1716.
Sus dos hermanos Bernardino y Giambattista cambiaron su apellido al de Beltrami: hasta tal punto llegó a ser deshonroso el nombre.

## Obra
- Giuseppe Beccarelli, La metamorfosi della modestia, impreso por Giò Francesco Buagni, Roma, 1700.